# Johann Friedrich Voigtländer (Theologe)
Johann Friedrich Voigtländer (* 27. Februar 1769 in Deutschenbora; † 20. März 1844 in Königsbrück) war evangelischer Theologe.

## Leben und Werk

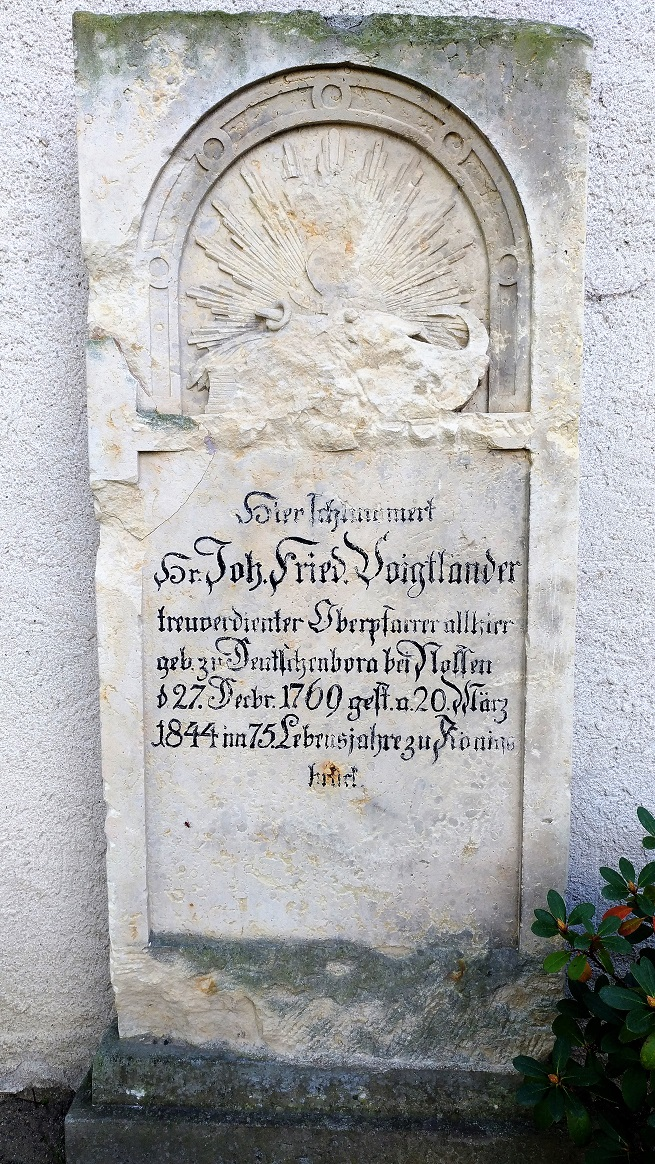
Gedenkstein an der Hospitalkirche in Königsbrück

Voigtländer wurde 1769 als Sohn des Pfarrers Johann Andreas Voigtländer in Deutschenbora geboren. Sein Bruder Johann Andreas Voigtländer, nach dem Vater benannt, kam 1780 zur Welt und wurde später ebenfalls Pfarrer und Autor.
Johann Friedrich Voigtländer studierte in Altenburg und Wittenberg. Während der Studienzeit wurde seine Arbeit Reine Sittlichkeit im Geiste des Christentums in Dresden veröffentlicht.
1801 wurde er als Prediger ordiniert und erhielt eine Stelle als Hilfsprediger in Geithain bei Rochlitz. Während dieser Zeit versuchte er sich erneut als Autor und veröffentlichte 1806 Die Würde des Christenthums in einer Reihe von Betrachtungen zur Beförderung der häuslichen Erbauung dargestellt. Als Diakon konnte er sich schließlich ab 1808 in Colditz beweisen. Gleich im Folgejahr, 1809, wurde er Oberpfarrer in Königsbrück.
Im selben Jahr erfolgte die Herausgabe seines Werks Plan einer in allen ihren Theilen vollendeten Reformation der christlichen Kirche in Dresden. 1815 hielt Voigtländer einen Vortrag im Königsbrücker Schloss Wie man die Bibel mit Nutzen lesen sollte. Etwas für das Herz auf dem Weg zur Ewigkeit erschien 1820 in Leipzig. Dieses Buch wurde auch Heinrich Georg Loskiel zugeschrieben. Ein Buch mit diesem Titel, mit Loskiel als Autor, gab ein Basler Verlag zum Beispiel 1822 heraus. Auch die Gründung einer Schullehrerkonferenz mit Leseverein für die Lehrer der Standesherrschaft Königsbrück war Oberpfarrer Voigtländers Verdienst. Er lud im Auftrag des Standesherrn von Hohenthal erstmals 1821 dazu ein. Dies sollte die Fortbildung der Lehrer fördern.
Zahlreiche Predigten Voigtländers wurden abgedruckt. Auch Lieder textete der Theologe. Heute kaum noch bekannt ist sein Weihnachtslied.
Voigtländers Ehefrau Augusta Theodora (auch Dorothea) war die ältere Schwester des Königsbrücker Privatgelehrten Leberecht Immanuel Döring. Vier Kinder bekam das Ehepaar. Der Sohn Urban Friedrich Hermann Voigtländer, der 1814 in Königsbrück geboren wurde, war später ebenfalls Pfarrer, unter anderem in Schwarzbach bei Annaberg. Der Sohn Fürchtegott Leberecht Robert kam im Frühsommer 1821 zur Welt. Er gründete den erfolgreichen Voigtländerverlag in Bad Kreuznach.